# Musturzabalsuchus buffetauti
Musturzabalsuchus buffetauti è un rettile estinto appartenente all'ordine dei coccodrilli. Visse nel Cretaceo superiore (Campaniano – Maastrichtiano, circa 75-70 milioni di anni fa). I suoi resti fossili sono stati ritrovati in Spagna settentrionale e in Francia meridionale.

## Descrizione
Si suppone che questo animale di grandi dimensioni raggiungesse una lunghezza di circa sei metri, e rappresenta uno dei più grandi coccodrilli del Cretaceo europeo. Curiosamente, il grande numero di resti fossili appartenenti a questo genere provengono esclusivamente da resti di mascelle e di denti. Questi fossili hanno comunque permesso di ipotizzare una ricostruzione di questo coccodrillo: sembra che il cranio fosse insolitamente robusto e largo, dotato di denti forti e aguzzi e di una muscolatura potente. Non a caso il nome Musturzabalsuchus deriva dalla parola basca “musturzabal” che significa “rostro allargato”, e dalla parola greca “suchos”, ovvero “coccodrillo”.

## Classificazione
Il musturzabalsuco possiede alcune caratteristiche tali da farlo includere nel gruppo degli alligatori, come ad esempio il quarto dente mandibolare che si inserisce in un solco della mascella. In ogni caso, i caratteri primitivi di questo animale non permettono di classificarlo all'interno della famiglia Alligatoridae. Possibili similitudini sono state riscontrate in un altro alligatoroide primitivo, Diplocynodon. Un altro possibile parente stretto è Massaliasuchus, originariamente noto come “Crocodilus” affuvelensis.

## Stile di vita
Musturzabalsuchus condivideva l'habitat con un altro alligatoroide primitivo, Acynodon. Quest'ultimo era però un piccolo animale dai denti globosi che probabilmente si cibava di pesci e tartarughe. Il musturzabalsuco, invece, date le dimensioni doveva essere un temibile predatore, forse uno dei più grandi del suo habitat.